# C6H3Br3O
化学式C6H3Br3O，摩尔质量 330.8 g/mol，可以指以下化合物：
- 三溴苯酚，混合CAS号：25376-38-9 
  - 2,3,4-三溴苯酚，CAS号：138507-65-0 
  - 2,3,5-三溴苯酚，CAS号：？
  - 2,3,6-三溴苯酚，CAS号：？
  - 2,4,5-三溴苯酚，CAS号：14401-61-7 
  - 2,4,6-三溴苯酚，CAS号：118-79-6 
  - 3,4,5-三溴苯酚，CAS号：？
- 2-溴-5-(2,2-二溴乙烯基)呋喃，CAS号：1072877-86-1

|  | 这个同类索引页列出了具有相同分子式的化学物（即同分異構體）条目。 除非您是有意链接至本页，否则应将相应条目的内部链接指向正确的条目。 |